# シャドーボクシング
シャドーボクシングとは格闘技（主にボクシング）の練習方法の一つである。

## 概要
- 一人で仮想の敵を想定し、自ら立って手足を動かす。仮想の敵からの攻撃を避けながら、パンチを繰り出すなどの攻撃をする。
- もう一つの方法として、鏡を見ながら自分のフォームをチェックすることを目的として行う。
- 空手やキックボクシング等の、蹴りを使用する格闘技でも、シャドーボクシングと表記する。
- 「シャドー」と省略することも多い。

## 競技化
近年、日本国内ではシャドーボクシングを採点競技化した大会が行われている。
東日本ボクシング協会では、大橋秀行会長の提案により「エアボクシング」と称したシャドーボクシング大会が実施されている。自由演目の1次予選・2次予選、対戦シャドーの準々決勝・準決勝・決勝を行い、結果によりエアボクシングランキングを作成。試合結果次第でエアボクシングライセンスも付与する。2009年8月にプレ大会、2010年3月に初の本大会が開催された。
アマチュアでも全日本女子選手権大会や全国UJ大会にて「演技部門」として実施され、好成績を収めた選手に対して「実戦部門」出場資格が与えられる。
上記以外にも地域連盟やジム、プロモーターなどの主催によるシャドーボクシング競技会が各地で行われている。